# BK Häcken
Der BK Häcken (offiziell: Bollklubben Häcken) ist ein Fußballverein aus der schwedischen Stadt Göteborg, der in der höchsten schwedischen Fußballliga Allsvenskan spielt. Der Klub ist im Stadtteil Hisingen beheimatet.

## Geschichte
Der BK Häcken wurde am 2. August 1940 gegründet. Die Vereinsfarben sind Schwarz-Gelb. Das Heimatstadion des Vereins ist die Bravida Arena, die 2015 an der Stelle des alten Rambergsvallen gebaut wurde. Dort wurde am 10. April 2000 auch der bisherige Zuschauerrekord des Vereins aufgestellt. Zur Partie gegen den Stadtrivalen IFK Göteborg erschienen 8379 Zuschauer.
Die sportliche Entwicklung verlief zunächst nicht erfolgversprechend, so rutschte der Verein in den 1960er Jahren bis in die Viertklassigkeit ab. Der Tiefpunkt war 1970 mit dem Abstieg in die Division 5 erreicht. In den Folgejahren setzte jedoch eine Trendwende ein. Auf den direkten Wiederaufstieg folgte 1975 der Aufstieg in die Division 3 und 1977 schließlich der Aufstieg in die zweitklassige Division 2. In der Saison 1983 spielte der BK Häcken gar in der höchstklassigen Allsvenskan, stieg jedoch umgehend wieder ab.
In den 1990er Jahren entwickelte sich die Mannschaft zunehmend weiter und bewegte sich an der Schwelle zur Allsvenskan. Auf die Aufstiege 1992, 1997, 1999 und 2004 folgten jedoch nur wenige Jahre später jeweils wieder der Abstieg. 2006 konnte sich der Verein über die Fair-Play-Wertung für den UEFA-Pokal 2007/08 qualifizieren und erreichte dort die 1. Runde, wo er gegen Spartak Moskau unterlag. In der Saison 2008 gelang erneut der Aufstieg in die Allsvenskan, der BK Häcken ist seitdem ununterbrochen in der obersten Liga vertreten.
Neben dem zweiten Platz in der Allsvenskan 2012 konnte sich der Klub häufig für die europäischen Pokalwettbewerbe qualifizieren, schied dort aber meist bereits in den Qualifikationsrunden aus. Während der Saison 2021 wurde der frühere norwegische Nationaltrainer Per-Mathias Høgmo als Trainer verpflichtet, nachdem man nach acht Spielen auf dem letzten Platz stand. Unter diesem gelang dem Göteborger Verein auch der größte Erfolg mit dem Sieg der Allsvenskan 2022. Mit einem 4:0-Sieg gegen den IFK Göteborg konnte der erste Meistertitel der Vereinsgeschichte bereits am vorletzten Spieltag gesichert werden. Der BK Häcken erreichte in der Folgesaison zudem erstmals die Gruppenphase der UEFA Europa League, wo der Verein unter anderem auf Bayer 04 Leverkusen traf.
Der Verein ist Veranstalter des jährlich stattfindenden internationalen Jugendfußballturniers Gothia Cup.

## Sportliche Erfolge
- Schwedische Fußballmeisterschaft
  - Meister: 2022
- Schwedischer Fußballpokal
  - Sieger: 2016, 2019, 2023, 2025
  - Finalist: 1990, 2021
- UEFA-Pokal
  - 1. Runde (2007/08)

## Europapokalbilanz
| Saison  | Wettbewerb                    | Runde                  | Gegner               | Gesamt          | Hin     | Rück          |
| ------- | ----------------------------- | ---------------------- | -------------------- | --------------- | ------- | ------------- |
| 2007/08 | UEFA-Pokal                    | 1. Qualifikationsrunde | KR Reykjavík         | 2:1             | 1:1 (H) | 1:0 (A)       |
| 2007/08 | UEFA-Pokal                    | 2. Qualifikationsrunde | Dunfermline Athletic | 2:1             | 1:1 (A) | 1:0 (H)       |
| 2007/08 | UEFA-Pokal                    | 1. Runde               | Spartak Moskau       | 1:8             | 0:5 (A) | 1:3 (H)       |
| 2011/12 | UEFA Europa League            | 1. Qualifikationsrunde | UN Käerjéng 97       | 6:2             | 1:1 (A) | 5:1 (H)       |
| 2011/12 | UEFA Europa League            | 2. Qualifikationsrunde | FC Honka Espoo       | 3:0             | 1:0 (H) | 2:0 (A)       |
| 2011/12 | UEFA Europa League            | 3. Qualifikationsrunde | Nacional Funchal     | 2:4             | 0:3 (A) | 2:1 (H)       |
| 2013/14 | UEFA Europa League            | 2. Qualifikationsrunde | Sparta Prag          | 3:2             | 2:2 (A) | 1:0 (H)       |
| 2013/14 | UEFA Europa League            | 3. Qualifikationsrunde | FC Thun              | 1:3             | 1:2 (H) | 0:1 (A)       |
| 2016/17 | UEFA Europa League            | 2. Qualifikationsrunde | Cork City            | 1:2             | 1:1 (H) | 0:1 (A)       |
| 2018/19 | UEFA Europa League            | 1. Qualifikationsrunde | FK Liepāja           | 4:2             | 3:0 (A) | 1:2 (H)       |
| 2018/19 | UEFA Europa League            | 2. Qualifikationsrunde | RB Leipzig           | 1:5             | 0:4 (A) | 1:1 (H)       |
| 2019/20 | UEFA Europa League            | 2. Qualifikationsrunde | AZ Alkmaar           | 0:3             | 0:0 (A) | 0:3 (H)       |
| 2021/22 | UEFA Europa Conference League | 2. Qualifikationsrunde | FC Aberdeen          | 3:5             | 1:5 (A) | 2:0 (H)       |
| 2023/24 | UEFA Champions League         | 1. Qualifikationsrunde | The New Saints FC    | 5:1             | 3:1 (H) | 2:0 (A)       |
| 2023/24 | UEFA Champions League         | 2. Qualifikationsrunde | KÍ Klaksvík          | 3:3 (3:4 i. E.) | 0:0 (A) | 3:3 n. V. (H) |
| 2023/24 | UEFA Europa League            | 3. Qualifikationsrunde | FK Žalgiris Vilnius  | 8:1             | 3:1 (A) | 5:0 (H)       |
| 2023/24 | UEFA Europa League            | Play-offs              | FC Aberdeen          | 5:3             | 2:2 (H) | 3:1 (A)       |
| 2023/24 | UEFA Europa League            | Gruppenphase           | Bayer 04 Leverkusen  | 0:6             | 0:4 (A) | 0:2 (H)       |
| 2023/24 | UEFA Europa League            | Gruppenphase           | Qarabağ Ağdam        | 1:3             | 0:1 (H) | 1:2 (A)       |
| 2023/24 | UEFA Europa League            | Gruppenphase           | Molde FK             | 1:8             | 1:5 (A) | 1:3 (H)       |
| 2024/25 | UEFA Conference League        | 2. Qualifikationsrunde | F91 Düdelingen       | 12:3            | 6:2 (A) | 6:1 (H)       |
| 2024/25 | UEFA Conference League        | 3. Qualifikationsrunde | Paide Linnameeskond  | 7:2             | 6:1 (H) | 1:1 (A)       |
| 2024/25 | UEFA Conference League        | Play-offs              | 1. FC Heidenheim     | 3:5             | 1:2 (H) | 2:3 (A)       |
| 2025/26 | UEFA Europa League            | 1. Qualifikationsrunde | Spartak Trnava       | 3:2             | 1:0 (A) | 2:2 (H)       |
| 2025/26 | UEFA Europa League            | 2. Qualifikationsrunde | RSC Anderlecht       | 2:2 (4:2 i. E.) | 0:1 (A) | 2:1 n. V. (H) |
| 2025/26 | UEFA Europa League            | 3. Qualifikationsrunde | Brann Bergen         | 1:2             | 0:2 (H) | 1:0 (A)       |
| 2025/26 | UEFA Conference League        | Play-offs              | CFR Cluj             | -:-             | -:- (H) | -:- (A)       |

Gesamtbilanz: 52 Spiele, 20 Siege, 12 Unentschieden, 20 Niederlagen, 78:76 Tore (Tordifferenz +2)

## Trainer (Auswahl)
- Agne Simonsson (1977–1982)
- Reine Almqvist (1983)
- Jan Sjöström (1984–1986)
- Bo Jangvik (1987–1988)
- Reine Almqvist / Stefan Lundin (1989–1991)
- Reine Almqvist / Sonny Karlsson (1992–1993)
- Ulf Carlsson (1995)
- Kjell Pettersson (1996–2000)
- Torbjörn Nilsson (2001)
- Jörgen Lennartsson (2002–2004)
- Stefan Lundin (2005–2006)
- Reine Almqvist (2006–2007)
- Sonny Karlsson (2007–2009)
- Peter Gerhardsson (2009–2016)
- Mikael Stahre (2017)
- Andreas Alm (2018–2021)
- Per-Mathias Høgmo (2021–2023)
- Pål Arne Johansen (2024)
- Joop Oosterveld (2024)
- Jens Gustafsson  (2025–)

## Aktueller Kader 2025
- Stand: 3. August 2025[7][8]

| Nr. |          | Position | Name              |
| --- | -------- | -------- | ----------------- |
| 1   | Schweden | TW       | Andreas Linde     |
| 3   | Schweden | AB       | Johan Hammar      |
| 4   | Norwegen | AB       | Marius Lode       |
| 5   | Norwegen | AB       | Brice Wembangomo  |
| 6   | Finnland | AB       | Leo Väisänen      |
| 7   | Danemark | AB       | Jacob Laursen     |
| 7   | Danemark | MF       | Sanders Ngabo     |
| 8   | Danemark | MF       | Silas Andersen    |
| 9   | Serbien  | ST       | Srđan Hrstić      |
| 10  | Danemark | MF       | Mikkel Rygaard    |
| 11  | Schweden | ST       | Julius Lindberg   |
| 13  | Schweden | MF       | Sigge Jansson     |
| 14  | Schweden | MF       | Simon Gustafson   |
| 15  | Schweden | MF       | Samuel Leach Holm |
| 16  | Schweden | MF       | Pontus Dahbo      |
| 17  | Schweden | AB       | Ben Engdahl       |

| Nr. |                | Position | Name              |
| --- | -------------- | -------- | ----------------- |
| 19  | Uganda         | ST       | John Paul Dembe   |
| 21  | Schweden       | AB       | Adam Lundkvist    |
| 22  | Serbien        | AB       | Nikola Zečević    |
| 23  | Schweden       | AB       | Olle Samuelsson   |
| 24  | Tunesien       | ST       | Amor Layouni      |
| 24  | Irak           | ST       | Danilo Al-Saed    |
| 26  | Schweden       | TW       | Peter Abrahamsson |
| 28  | Schweden       | AB       | Filip Öhman       |
| 29  | Elfenbeinküste | ST       | Severin Nioule    |
| 31  | Danemark       | MF       | Lasse Madsen      |
| 32  | Schweden       | TW       | Oscar Jansson     |
| 39  | Schweden       | MF       | Isak Brusberg     |
| 99  | Albanien       | TW       | Etrit Berisha     |
|     | Finnland       | ST       | Adrian Svanbäck   |
|     | Tansania       | ST       | Sabri Kondo       |

## Spieler
- Kim Källström (1997–1998 Jugend, 1999–2001 Spieler)
- Tobias Hysén (1999–2000 Jugend, 2000–2003 Spieler)
- Dulee Johnson (2001–2005)
- Jimmy Dixon (2002–2006, 2012)
- Dioh Williams (2003–2007, 2011–2013)
- Teddy Lučić (2005–2007)